# Charles Maxwell
Charles Carlton Maxwell (Long Island, 28 dicembre 1913 – Los Angeles, 7 agosto 1993) è stato un attore statunitense.
Per il cinema totalizzò dal 1954 al 1965 8 partecipazioni mentre per la televisione diede vita a numerosi personaggi in oltre 60 produzioni dal 1950 al 1969.

## Biografia
Charles Maxwell nacque a Long Island, New York, il 28 dicembre 1913.
Per la televisione lavorò soprattutto in serie televisive del genere western. Interpretò, tra gli altri, il ruolo dell'agente speciale Joe Carey in 8 episodi della serie televisiva I Led 3 Lives dal 1955 al 1956 (più altri due episodi con altri ruoli) e numerosi altri personaggi secondari o ruoli da guest star in molti episodi di serie televisive dagli anni 50 agli anni 90. Prestò inoltre la voce all'annunciatore radio in otto episodi della serie televisiva L'isola di Gilligan dal 1964 al 1965. Partecipò anche ad otto episodi della popolare serie televisiva western Bonanza in ruoli diversi e ad un episodio della serie televisiva classica di Star Trek intitolato Lo spettro di una pistola. Per il cinema ha interpretato pochi ruoli tra cui si ricordano quelli dell'uomo dichiarato insano di mente nella corte di giustizia nel film Un'idea per un delitto del 1965 e quello del tenente Hoff in L'ultimo agguato del 1954.
Fu accreditato per l'ultima volta sugli schermi televisivi in un episodio trasmesso il 31 dicembre 1969, intitolato Black Jade e facente parte della serie Il virginiano, nel quale interpreta il ruolo di Charlie Becker.
Morì a Los Angeles, in California, il 7 agosto 1993.

## Filmografia

### Cinema
- L'ultimo agguato (A Life at Stake) (1954)
- Fireman Save My Child (1954)
- Tenebrosa avventura (Finger Man) (1955)
- The Go-Getter (1956)
- Down Liberty Road (1956)
- La vita oltre la vita (The Search for Bridey Murphy) (1956)
- The Power of the Resurrection (1958)
- Un'idea per un delitto (Brainstorm) (1965)

### Televisione
- The Hank McCune Show – serie TV (1950)
- I Led 3 Lives – serie TV, 10 episodi (1953-1956)
- Meet Corliss Archer – serie TV, 2 episodi (1954)
- Cisco Kid (The Cisco Kid) – serie TV, 3 episodi (1955-1956)
- Scienza e fantasia (Science Fiction Theatre) – serie TV, 5 episodi (1955-1957)
- Topper – serie TV, episodio 2x29 (1955)
- The Lineup – serie TV, un episodio (1955)
- Chevron Hall of Stars – serie TV, un episodio (1956)
- Crusader – serie TV, episodio 1x22 (1956)
- La pattuglia della strada (Highway Patrol) – serie TV, 3 episodi (1957-1959)
- The Man Called X – serie TV, un episodio (1957)
- Hey, Jeannie! – serie TV, 2 episodi (1957)
- Blondie – serie TV, un episodio (1957)
- Harbor Command – serie TV, episodio 1x07 (1957)
- West Point – serie TV, episodio 1x30 (1957)
- The Rough Riders – serie TV, episodi 1x01-1x24 (1958-1959)
- Disneyland – serie TV, 4 episodi (1958-1960)
- Tombstone Territory – serie TV, 2 episodi (1958-1960)
- Avventure in fondo al mare (Sea Hunt) – serie TV, 5 episodi (1958-1960)
- Bat Masterson – serie TV, 4 episodi (1958-1961)
- Gunsmoke – serie TV, 4 episodi (1958-1969)
- Mackenzie's Raiders – serie TV, un episodio (1958)
- Adventures of Superman – serie TV, un episodio (1958)
- Peter Gunn – serie TV, episodio 1x01 (1958)
- Yancy Derringer – serie TV, un episodio (1958)
- Maverick – serie TV, 2 episodi (1959-1960)
- The Texan – serie TV, 3 episodi (1959-1960)
- Sugarfoot – serie TV, 2 episodi (1959-1960)
- Men Into Space – serie TV, episodi 1x01-1x37 (1959-1960)
- Lock-Up – serie TV, episodi 1x02-2x09 (1959-1960)
- Lawman – serie TV, 3 episodi (1959-1962)
- Bonanza – serie TV, 10 episodi (1959-1971)
- Shotgun Slade – serie TV, un episodio (1959)
- Pony Express – serie TV, episodio 1x05 (1959)
- Rescue 8 – serie TV, episodio 1x31 (1959)
- The Restless Gun – serie TV, episodio 2x35 (1959)
- World of Giants – serie TV, un episodio (1959)
- Bronco – serie TV, un episodio (1959)
- The Rebel – serie TV, 2 episodi (1960-1961)
- Outlaws – serie TV, 3 episodi (1960-1961)
- Gli uomini della prateria (Rawhide) – serie TV, 4 episodi (1960-1962)
- Overland Trail – serie TV, un episodio (1960)
- I racconti del West (Zane Grey Theater) – serie TV, un episodio (1960)
- Indirizzo permanente (77 Sunset Strip) – serie TV, episodio 2x32 (1960)
- The Blue Angels – serie TV, un episodio (1960)
- Two Faces West – serie TV, un episodio (1960)
- Corruptors (Target: The Corruptors) – serie TV, episodi 1x07-1x18 (1961-1962)
- The Adventures of Superboy – film TV (1961)
- The Brothers Brannagan – serie TV, un episodio (1961)
- I detectives (The Detectives) – serie TV, episodio 3x14 (1962)
- Laramie – serie TV, un episodio (1963)
- The Rifleman – serie TV, un episodio (1963)
- L'isola di Gilligan (Gilligan's Island) – serie TV, 8 episodi (1964-1965)
- Il mio amico marziano (My Favorite Martian) – serie TV, un episodio (1964)
- The Crisis (Kraft Suspense Theatre) – serie TV, un episodio (1964)
- The Tycoon – serie TV, un episodio (1965)
- Branded – serie TV, episodi 1x05-2x06 (1965)
- Missione impossibile (Mission: Impossible) – serie TV, 2 episodi (1966-1968)
- Combat! – serie TV, un episodio (1966)
- Tarzan – serie TV, episodio 1x05 (1966)
- Pistols 'n' Petticoats – serie TV, un episodio (1966)
- Pattuglia del deserto (The Rat Patrol) – serie TV, un episodio (1967)
- Iron Horse – serie TV, un episodio (1967)
- Hondo – serie TV, episodio 1x09 (1967)
- Ai confini dell'Arizona (The High Chaparral) – serie TV, 3 episodi (1968-1971)
- Star Trek – serie TV, episodio 3x06 (1968)
- Sui sentieri del West (The Outcasts) – serie TV, episodio 1x18 (1969)
- Il virginiano (The Virginian) – serie TV, episodio 8x14 (1969)